# Tricentrus sipyliformis
Tricentrus sipyliformis är en insektsart som beskrevs av S. Ahmad och Yasmeen 1976. Tricentrus sipyliformis ingår i släktet Tricentrus och familjen hornstritar. Inga underarter finns listade i Catalogue of Life.